# Station Orzysz
Station Orzysz is een spoorwegstation in de Poolse plaats Orzysz.